# Marc Ounemoa
Marc Ounemoa (ur. 27 stycznia 1973) – nowokaledoński piłkarz występujący na pozycji bramkarza. W 2012 roku wziął udział w Pucharze Narodów Oceanii.